# Wormaldia ambigua
Wormaldia ambigua là một loài Trichoptera trong họ Philopotamidae. Chúng phân bố ở miền Cổ bắc.